# Carvedilol
Carvedilol is een niet-selectieve bètablokker, die voorgeschreven kan worden bij hoge bloeddruk, angina pectoris (hartkramp) en hartfalen. Het middel is sinds 1992 internationaal op de markt; merknamen zijn onder andere Eucardic (Roche) en Coreg (GlaxoSmithKline). Omdat het octrooi erop inmiddels vervallen is, wordt het door verscheidene firma's als generiek geneesmiddel aangeboden. Het is enkel op doktersvoorschrift verkrijgbaar.

## Werking
Carvedilol verbetert de werking van het hart; het verlaagt de hartslag, waardoor de bloedvaten verwijden en de bloeddruk daalt. Bij angina pectoris vermindert het de pijn op de borst, die ontstaat doordat het hart te weinig zuurstof krijgt. Het handhaaft de doorbloeding, zodat het ook op hartfalen, waarbij het bloed niet meer goed rondgepompt wordt door het hart, een gunstige invloed heeft. Bij deze laatste toepassing moet het gebruikt worden als toevoeging aan standaardbehandelingen bv. met ACE-remmers of diuretica.

## Bijwerkingen
De meest voorkomende bijwerkingen zijn
- duizeligheid, licht gevoel in het hoofd
- koude handen en voeten
- maag- en darmklachten
- moeheid